# Werner Georg Kümmel

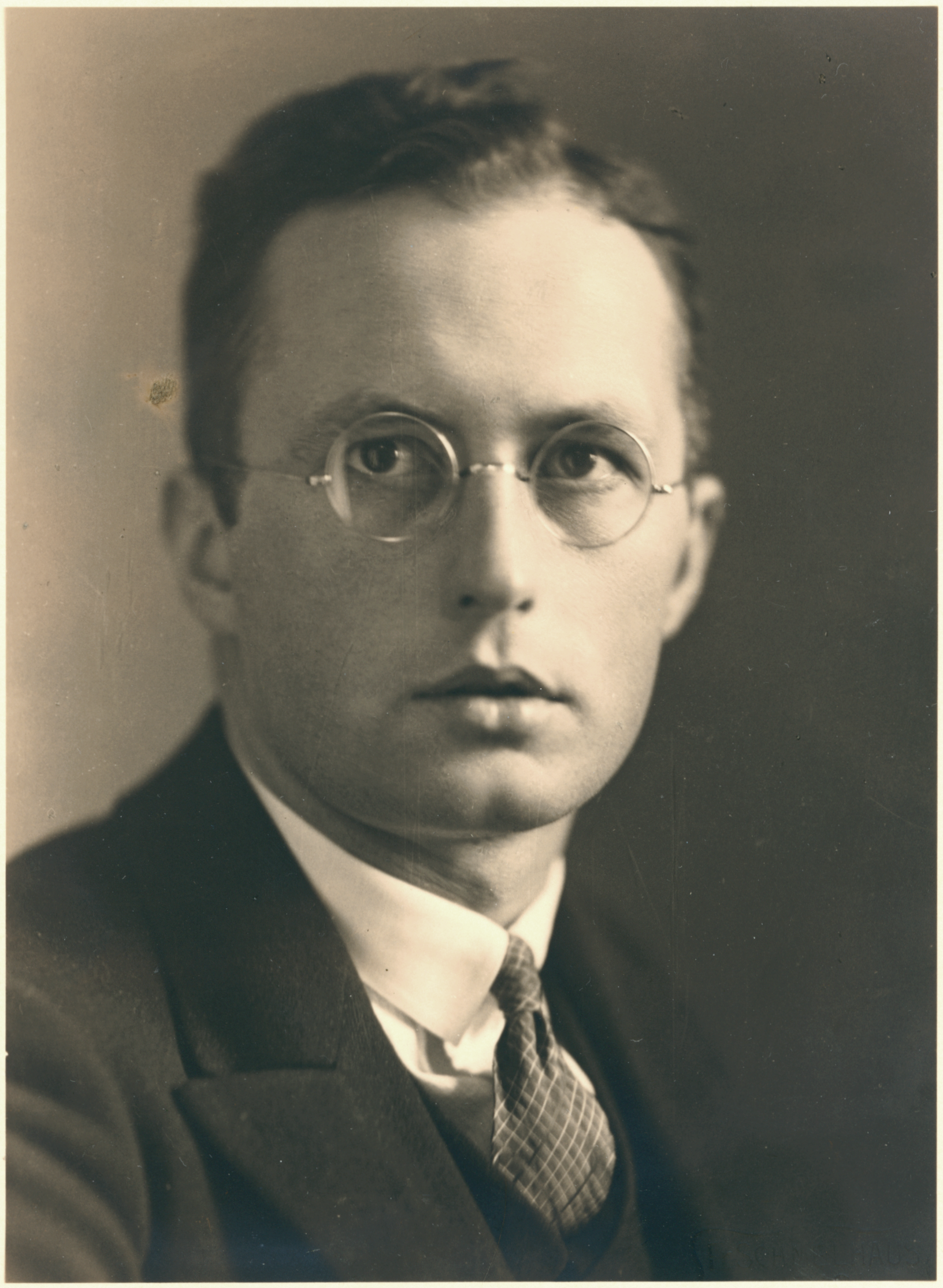
Werner Georg Kümmel in seiner Züricher Zeit

Werner Georg Kümmel (* 16. Mai 1905 in Heidelberg; † 9. Juli 1995 in Mainz) war ein deutscher evangelischer Theologe und Professor für Neues Testament in Marburg.

## Leben
Kümmel war der Sohn des Heidelberger HNO-Arztes Werner Kümmel von dessen erster Frau Marie (einer Tochter Heinrich Ulmanns) und damit ein Enkel des Bauingenieurs Werner Kümmel sowie ein Neffe des Kunsthistorikers Otto Kümmel; er war der Vater des Medizinhistorikers Werner Friedrich Kümmel (1936–2025) und des Altorientalisten Hans Martin Kümmel (1937–1986) sowie der Großvater des Indogermanisten Martin Kümmel. Über seine Mutter war er auch ein Urenkel von Jacob Henle.
Von 1923 bis 1928 studierte er Evangelische Theologie in Heidelberg, Berlin und Marburg mit Abschluss in Heidelberg. Seine Dissertation über Römer 7 verfasste er 1928 bei Martin Dibelius. Danach arbeitete er an Universitäten in England, Marburg (1930–1932), wo er Assistent von Hans von Soden war, Zürich (1932–1950), Mainz (1951/1952) und Marburg (1952–1973). Dort wurde er Nachfolger von Rudolf Bultmann und wirkte bis zu seiner Emeritierung 1973 als neutestamentlicher Wissenschaftler. 1972 wurde er zum korrespondierenden Mitglied der British Academy gewählt.
Kümmel übernahm die Herausgeberschaft von Jüdischen Schriften aus hellenistisch-römischer Zeit. Sehr einflussreich wurde seine Einleitung in das Neue Testament, die mit der konservativen von Wilhelm Michaelis und der katholischen von Alfred Wikenhauser konkurrierte.
Ein Schüler Kümmels war der Bonner Neutestamentler Erich Gräßer.

## Werke
- Römer 7 und die Bekehrung des Paulus; UNT 17; Leipzig 1929
- Einleitung in das Neue Testament; Heidelberg 196312 (… 198321; vorherige Auflagen stammten von Paul Feine und Johannes Behm)
- Kirchenbegriff und Geschichtsbewußtsein in der Urgemeinde und bei Jesus; SymBU 1; Uppsala, Zürich 1943; Göttingen 19682
- Verheißung und Erfüllung. Untersuchungen zur eschatologischen Verkündigung Jesu; AThANT 6; Basel 1945 (Zürich 19532, 19563)
- Bild des Menschen im Neuen Testament; AThANT 13; Zürich 1948 (Nachdruck 1974)
- Das Neue Testament. Geschichte der Erforschung seiner Probleme. (Orbis academicus Band III/3) Verlag Karl Alber, Freiburg / München 1958, 2. Auflage 1970. ISBN 3-495-44122-0
- Heilsgeschehen und Geschichte [1]. Gesammelte Aufsätze 1933–1964; hrsg. von Erich Gräßer, Otto Merk und Adolf Fritz; MThS 3; Marburg 1965
- Die Theologie des Neuen Testaments nach seinen Hauptzeugen. Jesus, Paulus, Johannes; GNT 3; Göttingen 1969 (19875)
- Das Neue Testament im 20. Jahrhundert. Ein Forschungsbericht; SBS 50; Stuttgart 1970
- Jesu Antwort an Johannes den Täufer. Ein Beispiel zum Methodenproblem in der Jesusforschung; SbWGF 11,4; Wiesbaden 1974
- Heilsgeschehen und Geschichte 2. Gesammelte Aufsätze 1965–1977; hrsg. von Erich Gräßer und Otto Merk; MThS 16; Marburg 1978
- Jesus der Menschensohn?; SbWGF 20,3; Wiesbaden 1984
- Dreißig Jahre Jesusforschung (1950–1980); hrsg. von Helmut Merklein; BBB 60; Königstein/Ts. u. a. 1985
- L’exégèse scientifique au XXe siècle; Le Nouveau Testament: BTT 8 (1985), S. 473–515
- Vierzig Jahre Jesusforschung (1950–1990); hrsg. von Helmut Merklein; BBB 91; Weinheim 1994